# Arroyo Villasboas
El arroyo Villasboas es un curso de agua uruguayo que surca el departamento de Durazno perteneciente a la cuenca hidrográfica del Río Uruguay.
Se encuentra a una altitud de 71 metros sobre el nivel del mar.
Sus coordenadas son 33°19'0" N y 56°40'60" E
La Corriente es un cuerpo de agua corriente en movimiento a un nivel inferior en un canal en tierra.